# Olle Pahlin
Olle Pahlin, född 12 januari 1929 i Stockholm, död 16 augusti 2000 i Karlstad, var en svensk folkskollärare och radiounderhållare. 
Han var ordinarie lärare på Vaksalaskolan i Uppsala, men kom alltmer att ägna sin tid åt underhållning, bland annat i studentspexets form vid Gästrike-Hälsinge nation. Olle Pahlin medverkade därefter i en rad underhållningsprogram, som exempelvis i Mosebacke Monarki, som nyhetsuppläsaren Manne Drevert, och i programmet På minuten. 
Han var även programledare för Fråga oss om allt, tillsammans med sedermera professorn Anita Jacobsson-Widding.
År 1965 flyttade han med hustrun till Karlstad, där han var verksam vid Radio Värmland. Mellan 1968 och 1992 var han chef för nöjesparken Mariebergsskogen i Karlstad.

## Filmografi
- 1964 – Svenska bilder
- 1973 – Kvartetten som sprängdes
- 1978 – Picassos äventyr